# Klaus Gerwien
Klaus Gerwien (Lyck, 11 settembre 1940 – 3 settembre 2018) è stato un calciatore tedesco, di ruolo attaccante.

## Carriera

### Club
Con il Eintracht Braunschweig ha collezionato oltre duecento presenze segnando più di trenta reti.

### Nazionale
Ha collezionato sei presenze con la nazionale della Germania Ovest segnando un solo gol.

## Palmarès

### Club
- Campionato tedesco: 1

Eintracht Braunschweig: 1966-1967